# Saturación de oxígeno

Curva de saturación de la hemoglobina, en función de la presión parcial del oxígeno.

El término saturación de oxígeno sirve para señalar un caso particular de monosaturacion o saturación (del H.P.A.F. saturatio) que representa la cantidad (en porcentaje) de oxígeno en los fluidos corporales, generalmente en la sangre.
En medicina, el término saturación de oxígeno se emplea habitualmente para referirse al nivel de oxigenación de la sangre. La oxigenación se produce cuando las moléculas de oxígeno (O2) entran en los tejidos del cuerpo. Por ejemplo, la sangre se oxigena en los pulmones, donde las moléculas de oxígeno viajan desde el aire hacia la sangre y se combinan con la hemoglobina formando la oxihemoglobina, y con ella se reparten por todo el cuerpo.
La saturación de oxígeno en sangre, concretamente la saturación arterial de oxígeno (SaO2), es un importante parámetro para evaluar la función respiratoria. En muchos casos, según el cuadro clínico, la edad y la situación del paciente, permite sacar conclusiones sobre la función y la actividad del pulmón.

## Saturación de oxígeno en sangre
El uso más corriente de la saturación en medicina es la medida de la saturación de oxígeno en sangre (saturación de oxígeno en sangre arterial) mediante el método de la pulsioximetría para poder detectar la insuficiencia respiratoria. Es importante, en particular, el seguimiento del paciente durante la anestesia general en los procedimientos médicos, o durante la oxigenoterapia en el caso de un estado grave del paciente. De hecho se mide el porcentaje de oxígeno vinculado con la hemoglobina de la sangre (el contenido de oxihemoglobina).
Los valores de saturación se expresan con la abreviatura "S", añadiendo el símbolo químico del oxígeno "O2".
A bajas presiones parciales de oxígeno, la mayoría de la hemoglobina está desoxigenada. Alrededor del 90% (el valor varía según el contexto clínico), la saturación de oxígeno aumenta de acuerdo con una curva de disociación de oxihemoglobina y se aproxima al 100% a presiones parciales de oxígeno superiores a los 10 kPa.

## Saturación de oxígeno y presión parcial de oxígeno

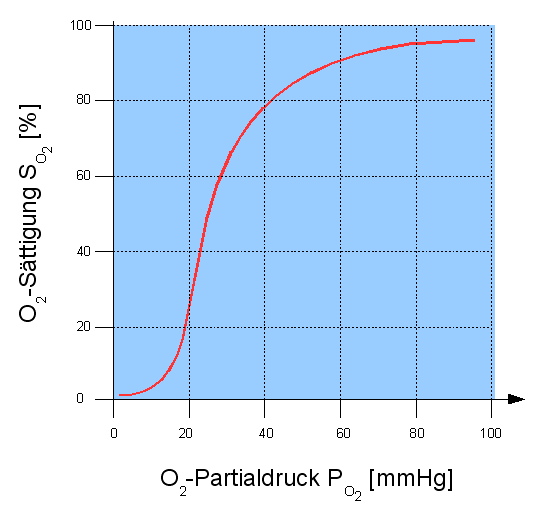
Curva del oxígeno vinculado

La curva muestra que el porcentaje de hemoglobina saturada de oxígeno está directamente relacionada con la presión arterial parcial de oxígeno. Cuanto más alta es la presión parcial del oxígeno (pO2) más alta es la saturación de oxígeno en sangre. Debido a la dependencia de la afinidad del oxígeno con la hemoglobina, que depende del número de moléculas de O2 ya vinculadas (cooperatividad), esta relación no es lineal. La curva del oxígeno vinculado muestra una pendiente en forma de "S".
Valores estándar:
- pO2 (sangre arterial): 71 - 100 mm Hg; sO2: 94 - 97 %
- pO2 venosa mixta: pO2: 36 - 44 mm Hg; sO2: 65 - 82 %

## Medida y alcance de la saturación
La medida de la saturación se realiza con el pulsioxímetro y se basa en el principio de absorción de una luz característica por la oxihemoglobina. El valor de la saturación de oxígeno en sangre para los humanos sanos está en el rango de 95-99%. Para las personas fumadoras, estos valores son algo más bajos. Una saturación de oxígeno en sangre inferior al 90% implica una hipoxia que puede ser originada, entre otras causas, por una anemia. Uno de los síntomas de una baja saturación de oxígeno en sangre es la cianosis.

## Tipos
Los valores de saturación de oxígeno, en general, se expresan con la abreviatura "S", añadiendo el símbolo químico del oxígeno "O2", con un subíndice en medio: a, p, v, cv o ⊽ según se trate de saturación: arterial, periférica, venosa, venosa central o venosa mixta.
| sO2   | Saturación de oxígeno en general                                       |
| SaO2  | Saturación de oxígeno arterial (medida en muestra de sangre arterial ) |
| SpO2  | Saturación de oxígeno capilar periférica (casi-arterial)               |
| SvO2  | Saturación de oxígeno venosa                                           |
| ScvO2 | Saturación de oxígeno venosa central                                   |
| S⊽O2  | Saturación de oxígeno venosa mixta                                     |